# Стеллато-Дудек, Дианна
Диа́нна Стелла́то-Ду́дек (урождённая Стеллато, англ. Deanna Stellato-Dudek; род. 22 июня 1983 года, Парк-Ридж, Иллинойс, США) — американская и канадская фигуристка. 
На старте карьеры выступала в одиночном катании за США. Из-за травм была вынуждена в 17 лет завершить выступления. В 2016 году вернулась в спорт, выбрав новую для себя дисциплину — парное катание. В паре с Нейтаном Бартоломеем дважды была бронзовым призёром чемпионата США (2018, 2019). В 2019 году перешла в сборную Канады. Её партнёром стал Максим Дешам, с которым она выиграла чемпионат мира (2024) и чемпионат четырёх континентов (2024).

## Биография
Дианна начала заниматься фигурным катанием в пять лет. На старте карьеры она выступала в одиночном катании. Была чемпионкой США среди начинающих (1999), победительницей финала юниорского Гран-при (1999) и серебряным призёром чемпионата мира среди юниоров (2000). Ушла из спорта в 17 лет из-за череды травм.
Вне спорта получила образование и работала косметологом. Поддерживала хорошую физическую форму, занимаясь пилатесом, бегом и силовыми упражнениями. В 2016 году возобновила карьеру с конкретной целью — выступить на Олимпийских играх. По случайному стечению обстоятельств выбрала парное катание.
На протяжении трёх сезонов каталась с Нейтаном Бартоломеем. Совместно они участвовали в чемпионате мира, где заняли семнадцатое место (2018), дважды завоевали бронзу чемпионата США (2018, 2019). По причине травм Бартоломея, несовместимых с продолжением карьеры, пара распалась весной 2019 года.
Тренер посоветовал ей встать в пару с канадцем Максимом Дешамом, который ранее выступал с восемью разными партнёршами. Стеллато-Дудек и Дешам быстро нашли общий язык, и Дианна отменила другие свои пробы. В новом партнёре ей, прежде всего, понравились взрывная сила на льду и целеустремлённость.
Выступление за сборную Канады и потенциальное получение канадского гражданства для участия в Олимпийских играх показались для Стеллато-Дудек более многообещающим вариантом, чем кататься за команду США. Вскоре началась пандемия коронавируса, из-за которой они не могли тренироваться и выступать.
К 2022 году в парном катании сложилась удобная для Стеллато-Дудек и её партнёра ситуация — после Олимпийских игр ведущие канадские пары либо завершили свою карьеру, либо распались, а россиян отстранили от соревнований из-за войны на Украине. При таком раскладе сил Дианна и Максим стали одними из мировых лидеров.
В паре с Максимом Дешамом она стала чемпионкой мира (2024), бронзовым призёром чемпионата Канады (2022), двукратной чемпионкой Канады (2023, 2024), чемпионкой четырёх континентов (2024), бронзовым призёром чемпионата четырёх континентов (2023), заняла четвёртое место чемпионата мира (2023), победила на Гран-при Франции (2022), Гран-при Канады (2023), Гран-при Китая (2023) и стала бронзовым призёром финала Гран-при (2023).
В 2024 году Стеллато-Дудек и Дешам выиграли золото чемпионата мира. Тем самым 40-летняя Дианна стала самой возрастной чемпионкой мира в истории фигурного катания.

## Результаты
CS: Challenger Series
| Соревнования           | 19/20         | 20/21         | 21/22         | 22/23         | 23/24         | 24/25         |
| Международные          | Международные | Международные | Международные | Международные | Международные | Международные |
| ---------------------- | ------------- | ------------- | ------------- | ------------- | ------------- | ------------- |
| Чемпионат мира         |               |               |               | 4             | 1             |               |
| Четыре континента      |               |               | 4             | 3             | 1             | 2             |
| World Team Trophy      |               |               |               | 6             |               |               |
| Финал Гран-при         |               |               |               | 4             | 3             |               |
| Гран-при Китая         |               |               |               |               | 1             |               |
| Гран-при Канады        |               |               |               |               | 1             | 1             |
| Гран-при Франции       |               |               |               | 1             |               |               |
| Гран-при США           |               |               |               | 2             |               |               |
| Гран-при Финляндии     |               |               |               |               |               | 1             |
| CS Nebelhorn Trophy    |               |               |               | 1             |               | 2             |
| CS Autumn Classic      |               |               | 4             |               | 1             |               |
| CS Warsaw Cup          |               |               | 6             |               |               |               |
| Национальные           |               |               |               |               |               |               |
| Чемпионат Канады       | 6             |               | 3             | 1             | 1             | 1             |
| Skate Canada Challenge | 3             | 3             | 1             |               |               |               |

| Соревнования             | 16/17         | 17/18         | 18/19         |
| Международные            | Международные | Международные | Международные |
| ------------------------ | ------------- | ------------- | ------------- |
| Чемпионат мира           |               | 17            |               |
| Четыре континента        |               | 5             |               |
| Гран-при США             |               | 8             |               |
| Гран-при Финляндии       |               |               | 6             |
| CS Nebelhorn Trophy      |               |               | 3             |
| CS U.S. Classic          |               | 6             |               |
| CS Finlandia Trophy      |               | 6             |               |
| CS Золотой конёк Загреба | 6             |               | 3             |
| Мемориал Непелы          |               |               | 2             |
| Национальные             |               |               |               |
| Чемпионат США            | 4             | 3             | 3             |

| Соревнования                | 98/99         | 99/00         | 00/01         |
| Международные               | Международные | Международные | Международные |
| --------------------------- | ------------- | ------------- | ------------- |
| Гран-при Канады             |               |               | 5             |
| Мемориал Шефера             |               |               | 2             |
| Международные среди юниоров |               |               |               |
| Чемпионат мира              |               | 2             |               |
| Финал Гран-при              |               | 1             |               |
| Гран-при Норвегии           |               | 1             |               |
| Гран-при Словении           |               | 5             |               |
| Национальные                |               |               |               |
| Чемпионат США               |               | 9             |               |
| Чемпионат США — нач.        | 1             |               |               |